# Melinda xiphophora
Melinda xiphophora este o specie de muște din genul Melinda, familia Calliphoridae. A fost descrisă pentru prima dată de Mario Bezzi în anul 1927. Conform Catalogue of Life specia Melinda xiphophora nu are subspecii cunoscute.